# ATP Rio de Janeiro 1989
L'ATP Rio de Janeiro 1989 è stato un torneo di tennis giocato sul sintetico outdoor. È stata la 2ª edizione del torneo, che fa parte del Nabisco Grand Prix 1989. Si è giocato a Rio de Janeiro in Brasile dal 10 al 16 aprile 1989.

## Campioni

### Singolare maschile
Luiz Mattar ha battuto in finale  Martín Jaite con il punteggio di 6–4, 5–7, 6–4

### Doppio maschile
Jorge Lozano /  Todd Witsken hanno battuto in finale  Patrick McEnroe /  Tim Wilkison 2–6, 6–4, 6–4